# کران، جامو و کشمیر
کران (به انگلیسی: Keran) یک تحصیل در هند است که در بخش کپواره واقع شده‌است.